# Hatton (Washington)
Hatton é uma cidade  localizada no estado norte-americano de Washington, no Condado de Adams.

## Demografia
Segundo o censo norte-americano de 2000, a sua população era de 98 habitantes.
Em 2006, foi estimada uma população de 97, um decréscimo de 1 (-1.0%).

## Geografia
De acordo com o United States Census Bureau tem uma área de
1,0 km², dos quais 1,0 km² cobertos por terra e 0,0 km² cobertos por água. Hatton localiza-se a aproximadamente 327 m acima do nível do mar.

## Localidades na vizinhança
O diagrama seguinte representa as localidades num raio de 28 km ao redor de Hatton.